# 창원토월고등학교
창원토월고등학교(昌原吐月高等學校) 대한민국 경상남도 창원시 성산구 토월동에 있는 공립 고등학교이다.

## 학교 연혁
- 2006년 2월 21일 : 창원토월고등학교 10(1)학급 인가
- 2006년 3월 1일 : 개교
- 2006년 3월 3일 : 제1회 입학식(318명)
- 2009년 2월 12일 : 제1회 졸업식(301명)
- 2010년 3월 1일 : 교육과학기술부 요청 영어중점 교과교실제 연구학교 운영 - 교육과정혁신형 창의경영학교(영어중점학교) (~2013.02.28.)
- 2010년 3월 1일 : 자율학교 지정(학생의 창의력 계발 또는 인성함양 등을 목적으로 특별한 교육과정을 운영하는 학교) (~2021.)
- 2018년 3월 1일 : 교육부 요청 교육과정 연구학교 운영-고교진로선택과목 ‘미디어 읽기’교과목 개설(~2020.02.29.)
- 2022년 2월 11일 : 제14회 167명 졸업(졸업생누계 4,040명)
- 2022년 3월 1일 : 제9대 전제동 교장 취임
- 2022년 3월 2일 : 제17회 신입생 175명 입학(8학급 남 86명, 여 89명)

## 참고 자료
- 창원토월고등학교 - 한국교육학술정보원 학교알리미